# Tisjöns gravfält
Tisjöns gravfält var ett gravfält beläget i östra delen av Tisjön i Lima socken i Dalarna. Gravfältet bestod av fem stensättningar varav fyra nu är överdämda. Samtliga gravar var brandgravar. Benfynd från två gravar har bestämts till två kvinnor och ett barn. Påträffade föremål har daterats till folkvandringstid (400–550 e.Kr.).

## Upptäckt och undersökning
Vid arkeologiska undersökningar i samband med sjöregleringen hittades fem stensättningar på en udde i Tisjön. De undersöktes år 1960 av Krister Ullberg. I fornlämningsregistret konstateras att fyra av gravarna är överdämda.

## Gravfältet
Gravfältet var beläget på en udde 500 meter sydsydost gården vid Örviken på sjöns östra sida. Udden bestod av två intill varandra liggande rullstensåsar, en högre i öster och en lägre i väster. På den lägre åsen fanns fyra stensättningar (nr 1–4) och på den högre åsen ytterligare en (nr 5). Tre av de fyra lägre liggande gravarna var när de undersöktes redan skadade av erosion. Enligt uppgifter i fornlämningsregisteret är grav 1–4 nu överdämda medan grav 5 är totalundersökt och restaurerad. 
Samtliga stensättningar var brandgravar, i formen runda till  något ovala, ett par meter i diameter. I grav 1, som delvis var urspolad, hittades brända ben som preliminärt bestämts till en vuxen kvinna samt en mängd olika glaspärlor, fragment av en bronsring, en skrapa av kvartsit med mera. I grav 2, som var svårt raserad, gjordes inga fynd. I grav 3, även den svårt raserad, hittades avslag av flinta, rosenkvarts, kvartsit och porfyr. I grav 4 hittades en skrapa av flinta samt några avslag. I grav 5, som låg på den högre åsen, hittades brända ben av två individer, troligen en kvinna och ett barn, sju–tio år gammalt, tillsammans med ett hästskoformigt spänne, en kniv, en pryl och en skinnskrapa av järn, tre korsformiga spännen, en nål och en ring av brons, fragment av glaspärlor samt ett fragment av något som tolkades som en kam av ben. En del av fynden har kunnat dateras till folkvandringstid.
Skinnskrapan är formad som ett Z, en typ som även hittats i en av gravarna vid Horrmunden och som använts av samerna in i historisk tid. Gravfyndens och insjömiljöns karaktär gör att arkeolog Inger Zachrisson betraktar gravarna vid Tisjön som samiska gravar.